# Olympiapark Rio de Janeiro

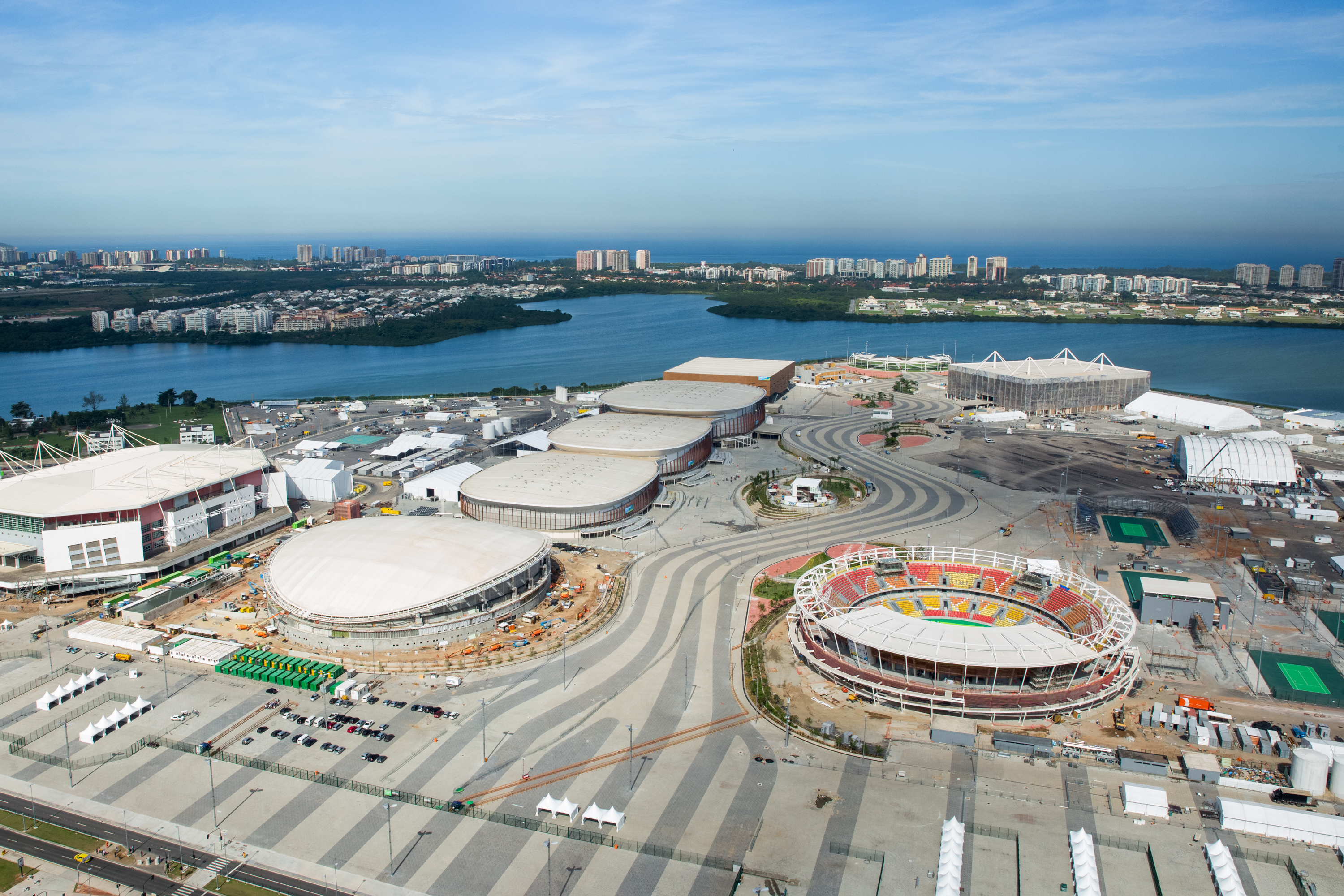
Luftaufnahme des Olympiaparks

Der Olympiapark Rio de Janeiro befindet sich im südwestlichen Stadtteil Barra da Tijuca und bildete das Kernstück der Wettkampfstätten der Olympischen Spiele 2016 in Rio. In der Nähe liegen das olympische Dorf und das Riocentro mit Wettkampfstätten für weitere Sportarten.

## Geschichte
Das Gelände wurde bereits zu den Panamerikanischen Spielen 2007 errichtet um in den dortigen Sportstätten Wettkämpfe auszutragen.
Im Jahr 2009 bewarb sich die Stadt erfolgreich für die Ausrichtung der Olympischen und Paralympischen Spiele 2016. Dabei wurde eine Motorsport-Rennstrecke abgerissen, um Platz für Erweiterungen auf dem Gelände zu schaffen. Da die Modernisierung des Barra Velodroms genauso viel kosten sollte, wie ein Neubau, entschied man sich für eine neue Radrennbahn. Ein Jahr vor den Spielen war der Bau der Sportstätten weit fortgeschritten. Einzig das neue Velódromo war noch ein Rohbau, weshalb es zu Mahnungen des Bauunternehmens kam. Bei der Bauplanung kam es zu starken Mehrkosten und Verzögerungen. So kostete das Centro Olímpico de Tênis beispielsweise 7 Millionen Euro mehr als angenommen. Nachdem es Anfang April zu einem Streik der Bauarbeiter wegen schlechter Entlohnung kam, ruhten die Arbeiten für zwei Wochen. Der IOC-Vizepräsident John Coates sprach wenige Wochen später von der schlechtesten Vorbereitung auf Olympia.
Weitere neue Austragungsorte für die Olympischen Spiele waren die drei Carioca Arenen, das Centro Olímpico de Tênis, das Estádio Aquático Olímpico, das auf dem Gelände des ehemaligen Barra Velodroms errichtet wurde, sowie die temporäre Arena do Futuro.
Nach den Olympischen Spielen fanden im Olympiapark Konzerte statt und die Sportstätten wurden zum Trainingszentrum einiger olympischen Sportarten. Andere Sportstätten des Parks hingegen wurden nach den Spielen kaum genutzt und sind verfallen.
Im Oktober 2019 fand im Olympiapark das Musikfestival Rock in Rio mit ca. 700.000 Menschen statt.
Im Januar 2020 ordnete ein Gericht, wegen fehlenden Sicherheitsunterlagen, die vorübergehende Schließung aller Sportstätten im Olympiapark an.

### Pläne
Im September 2024 wurde bekannt, dass zwischen Genial Investimentos und dem Musikfestival Rock in Rio eine Vereinbarung geschlossen wurde. Aus dem Olympiapark soll ein Themen- und Vergnügungspark mit Namen Projeto Imagine, inspiriert durch John Lennon, u. a. mit einem Gastronomiezentrum, einem Olympia-Museum Rio 2016, einer Achterbahn „Iron Mountain“, einem Resort mit 750 Zimmern, entstehen. Geplant ist auch ein Amphitheater mit Platz für 40.000 Zuschauer, das größte in Lateinamerika. Das ehemalige Olympic Broadcast Center wird in ein Innovations- und Unterhaltungszentrum mit einem Food-Court, einem Computerspiel-Bereich und einer Eislaufbahn umgewandelt. Der Themenpark wird 56.000 m² umfassen. Der Park soll möglicherweise eine dauerhafte Heimat für das Rock in Rio werden. Die Pläne wurden von Roberto Medina, Gründer des Festivals Rock in Rio und Präsident des Festvalveranstalters Rock World, vorgestellt. Das Projekt soll bis zum Januar 2028 fertiggestellt werden.

## Sportstätten

### Olympische Spiele 2016
| Sportstätte                | Sportart                                      | Kapazität             |
| -------------------------- | --------------------------------------------- | --------------------- |
| Arena Carioca 1            | Basketball                                    | 16.000                |
| Arena Carioca 2            | Judo, Ringen                                  | 10.000                |
| Arena Carioca 3            | Fechten, Taekwondo                            | 10.000                |
| Arena do Futuro            | Handball                                      | 12.000                |
| Centro Olímpico de Tênis   | Tennis                                        | 10.000 (Center Court) |
| Estádio Aquático Olímpico  | Schwimmen, Wasserball                         | 15.000                |
| Parque Aquático Maria Lenk | Synchronschwimmen, Wasserball, Wasserspringen | 5.000                 |
| Rio Olympic Arena          | Turnen                                        | 12.000                |
| Velódromo Olímpico         | Bahnradsport                                  | 5.000                 |

### Ehemalige Sportstätten
| Sportstätte    | Sportart     | Kapazität |
| -------------- | ------------ | --------- |
| Barra Velodrom | Bahnradsport | 5.000     |

## Bildergalerie

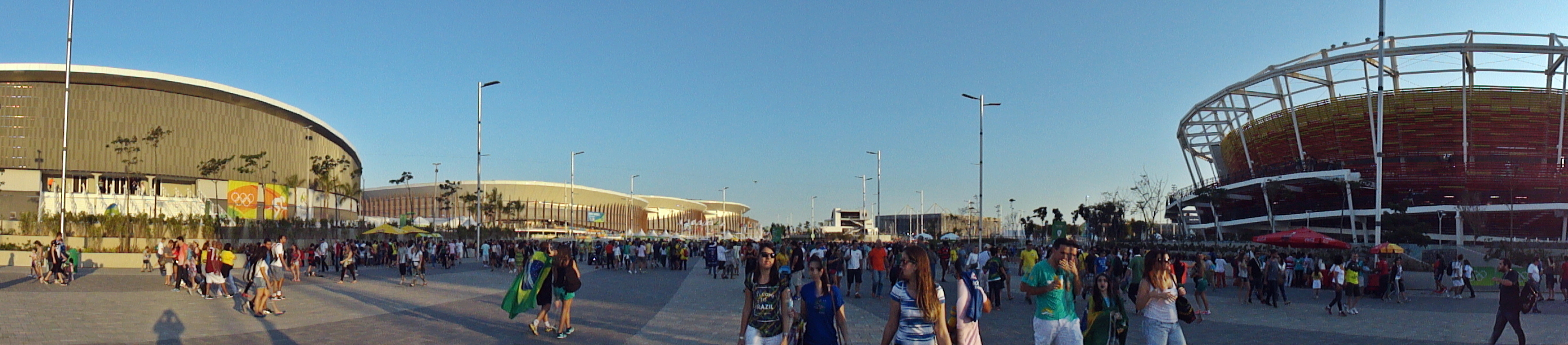
Panoramaansicht
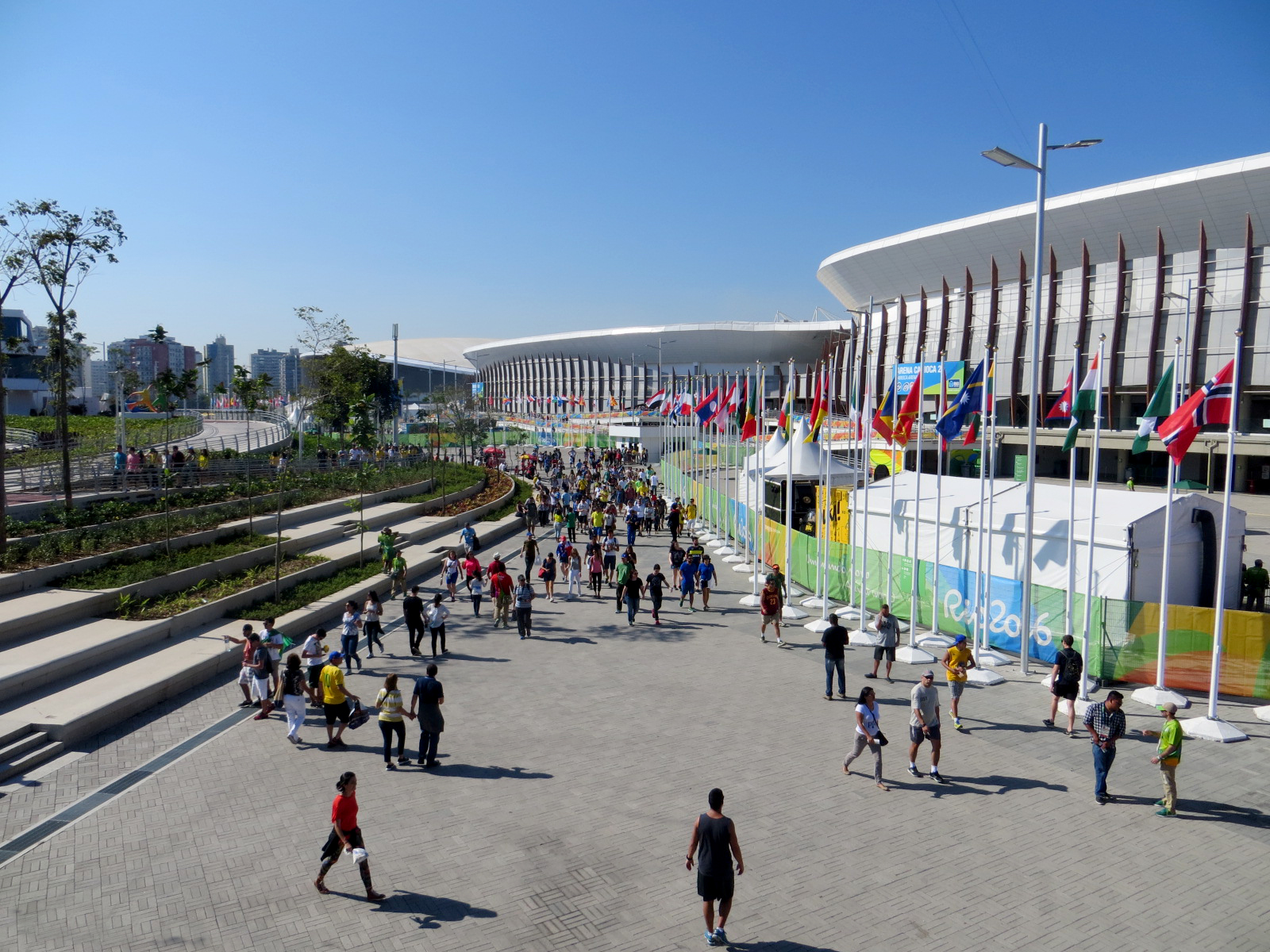
Olympiapark bei den Carioca Arenen
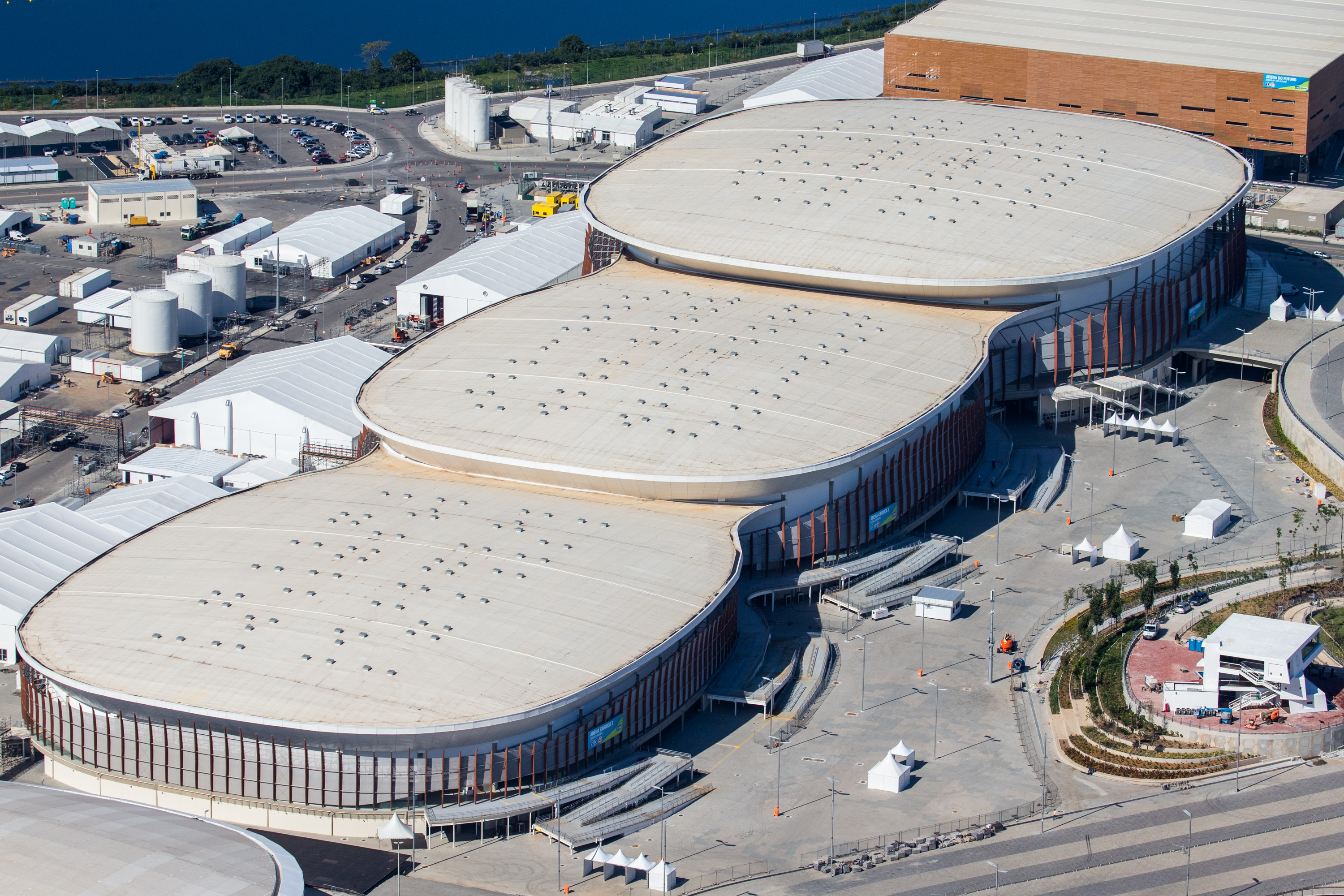
Luftansicht der Carioca-Arenen
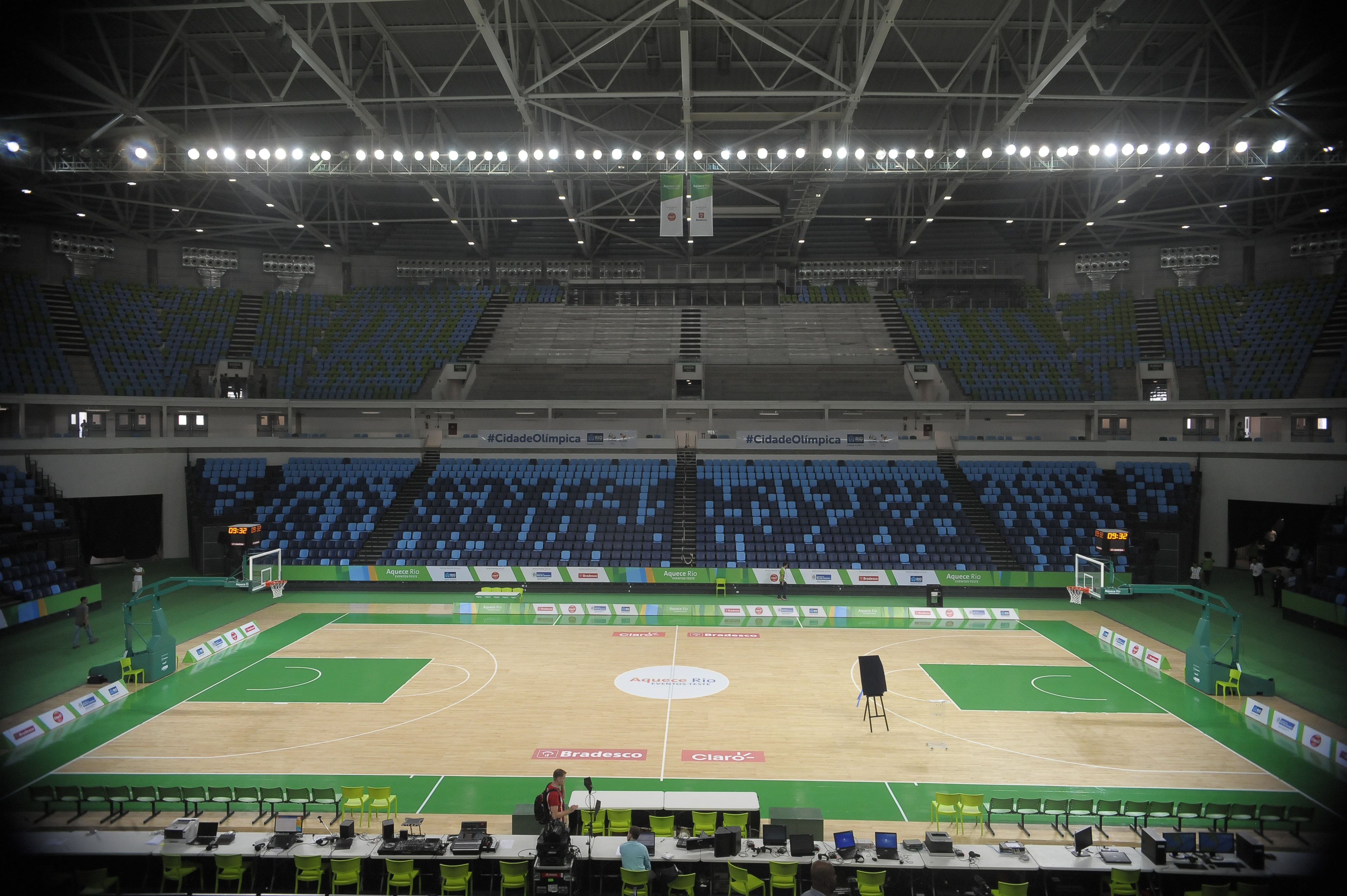
Arena Carioca 1
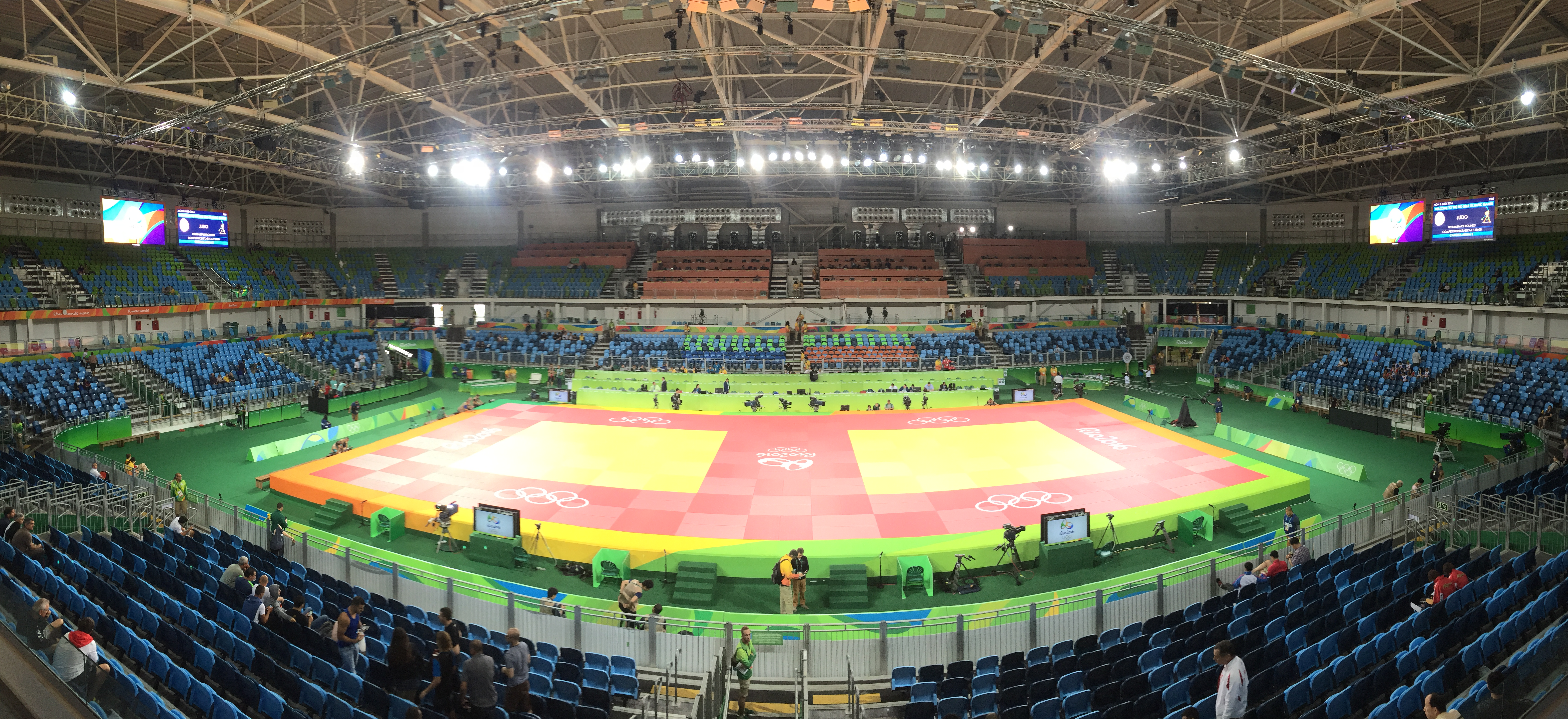
Arena Carioca 2
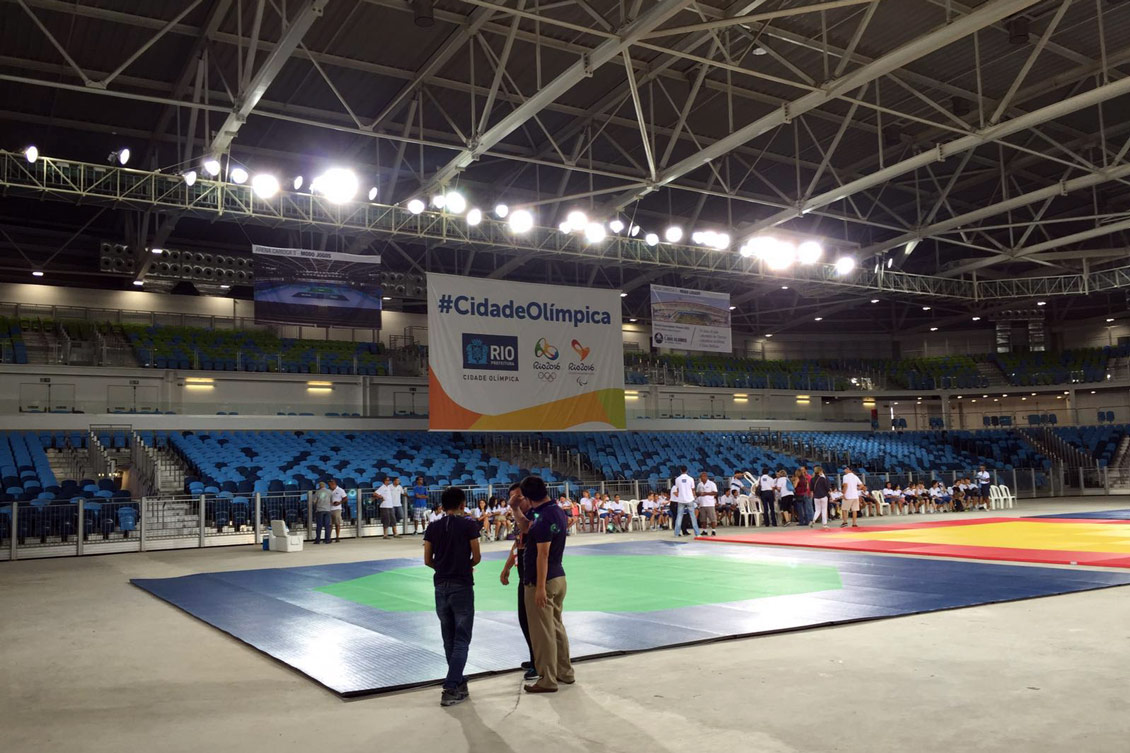
Arena Carioca 3
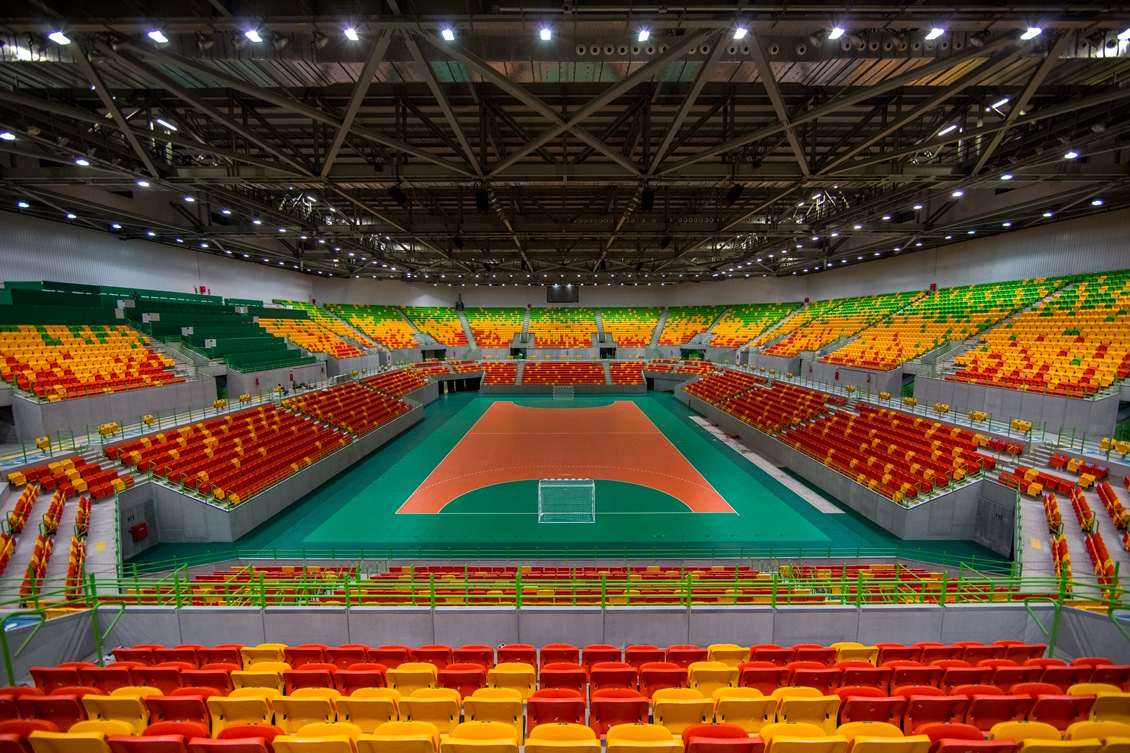
Arena do Futuro
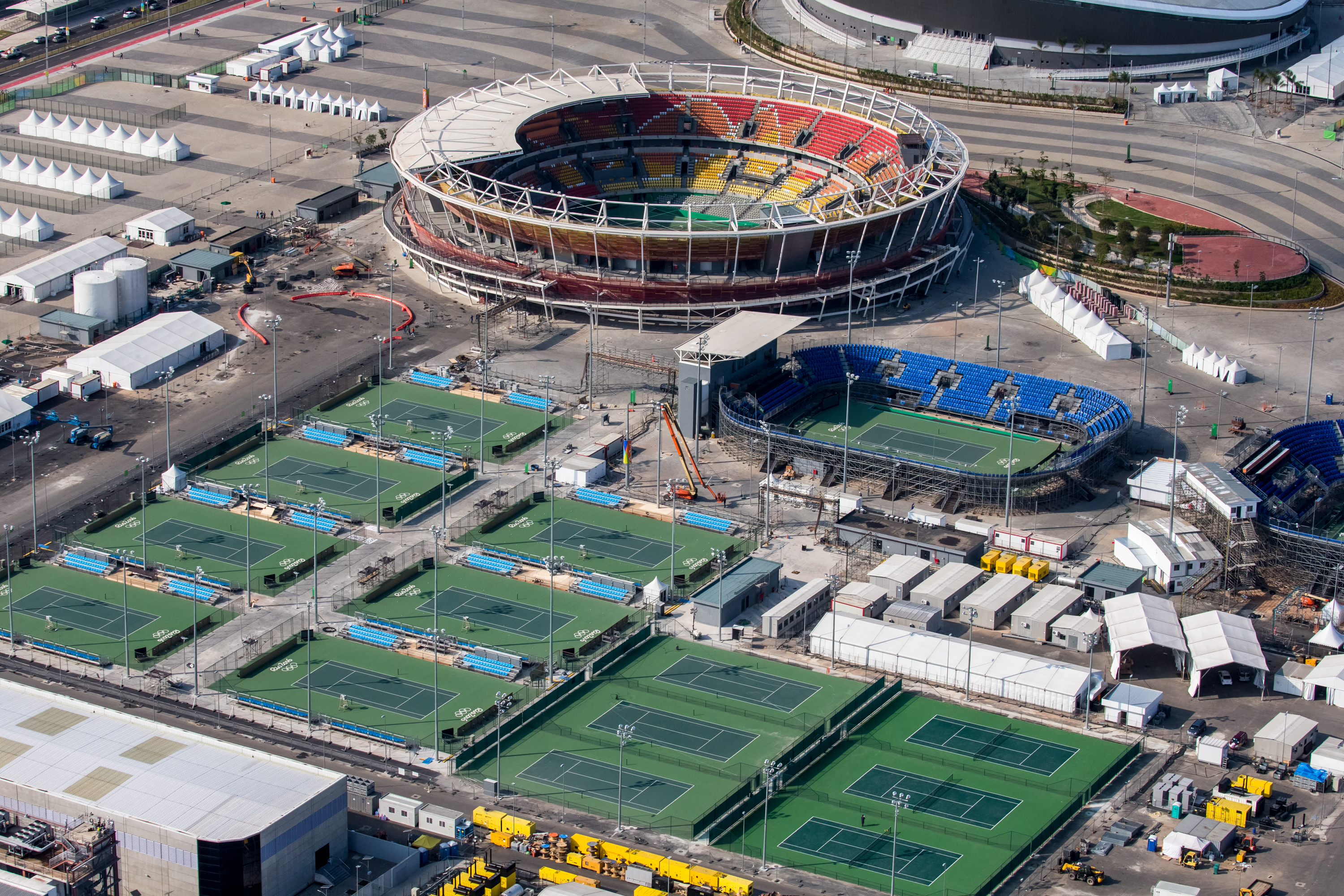
Tenniszentrum
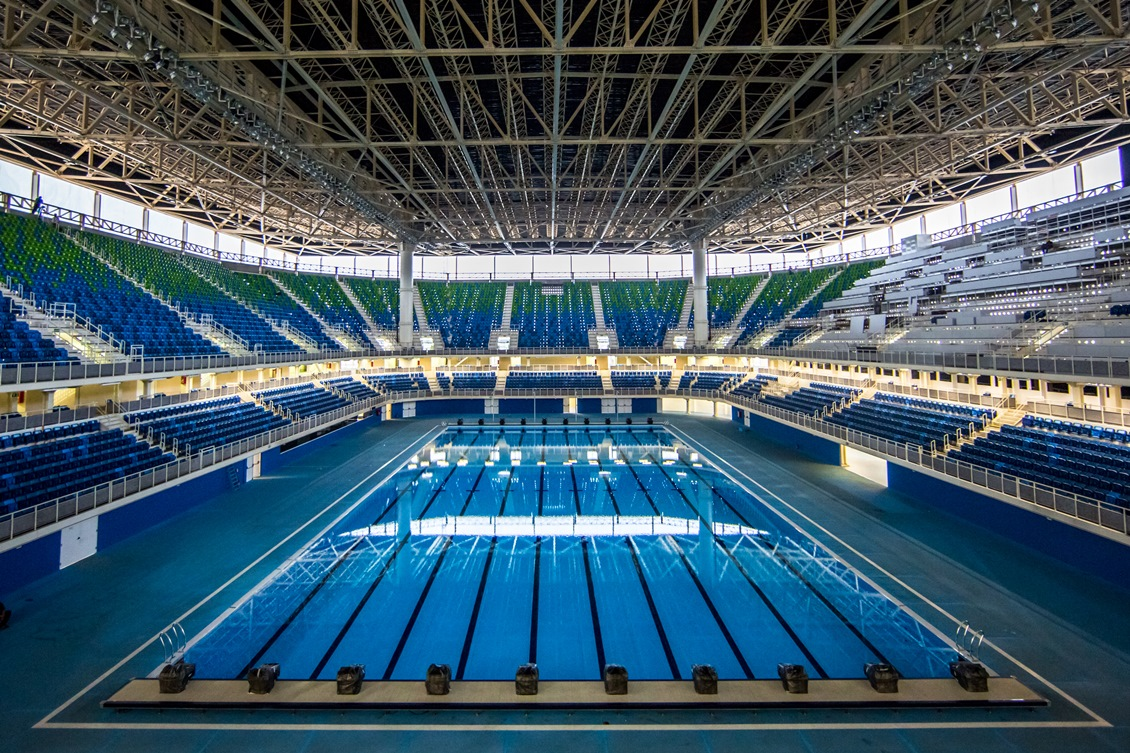
Estádio Aquático Olímpico
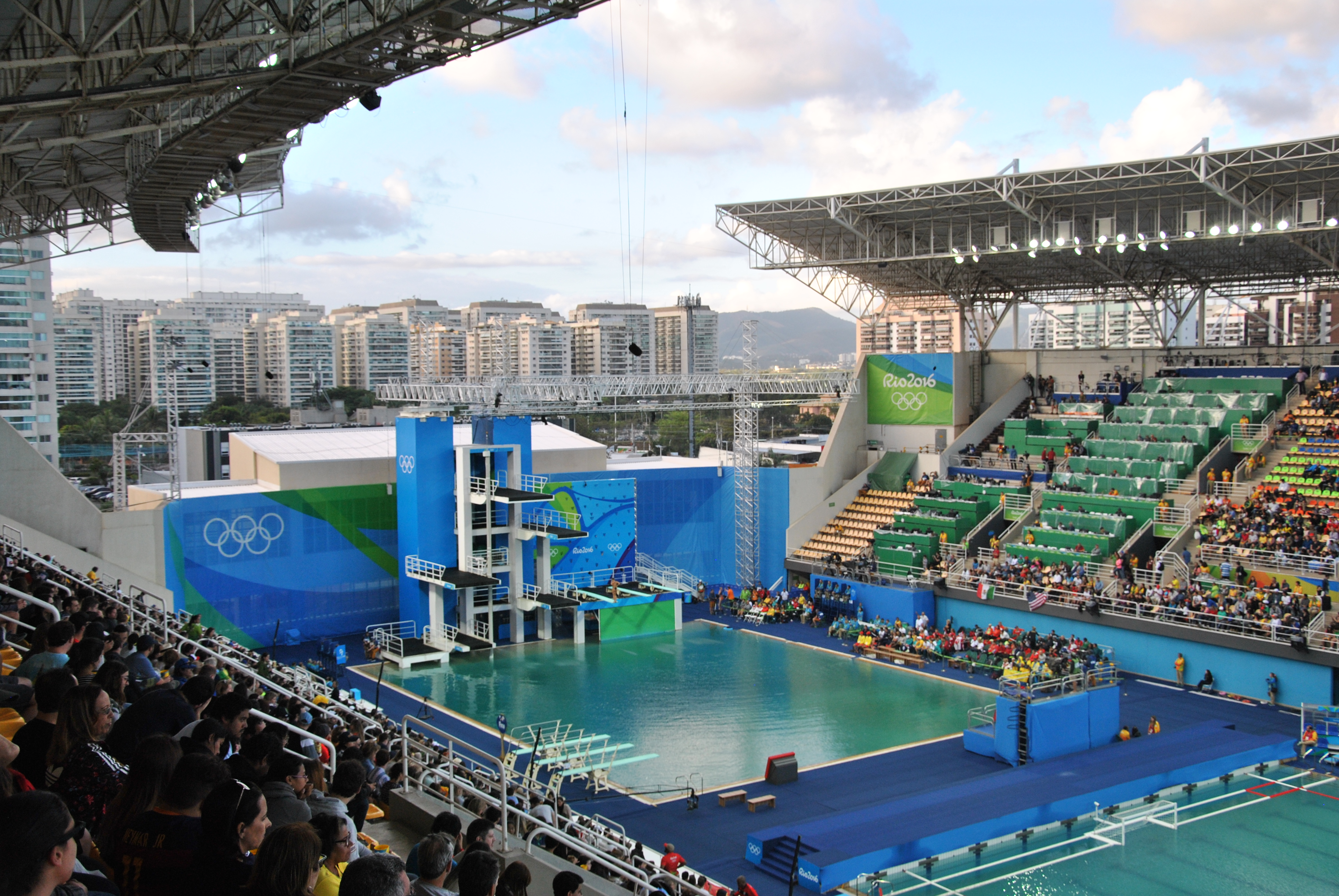
Centro Aquático Maria Lenk
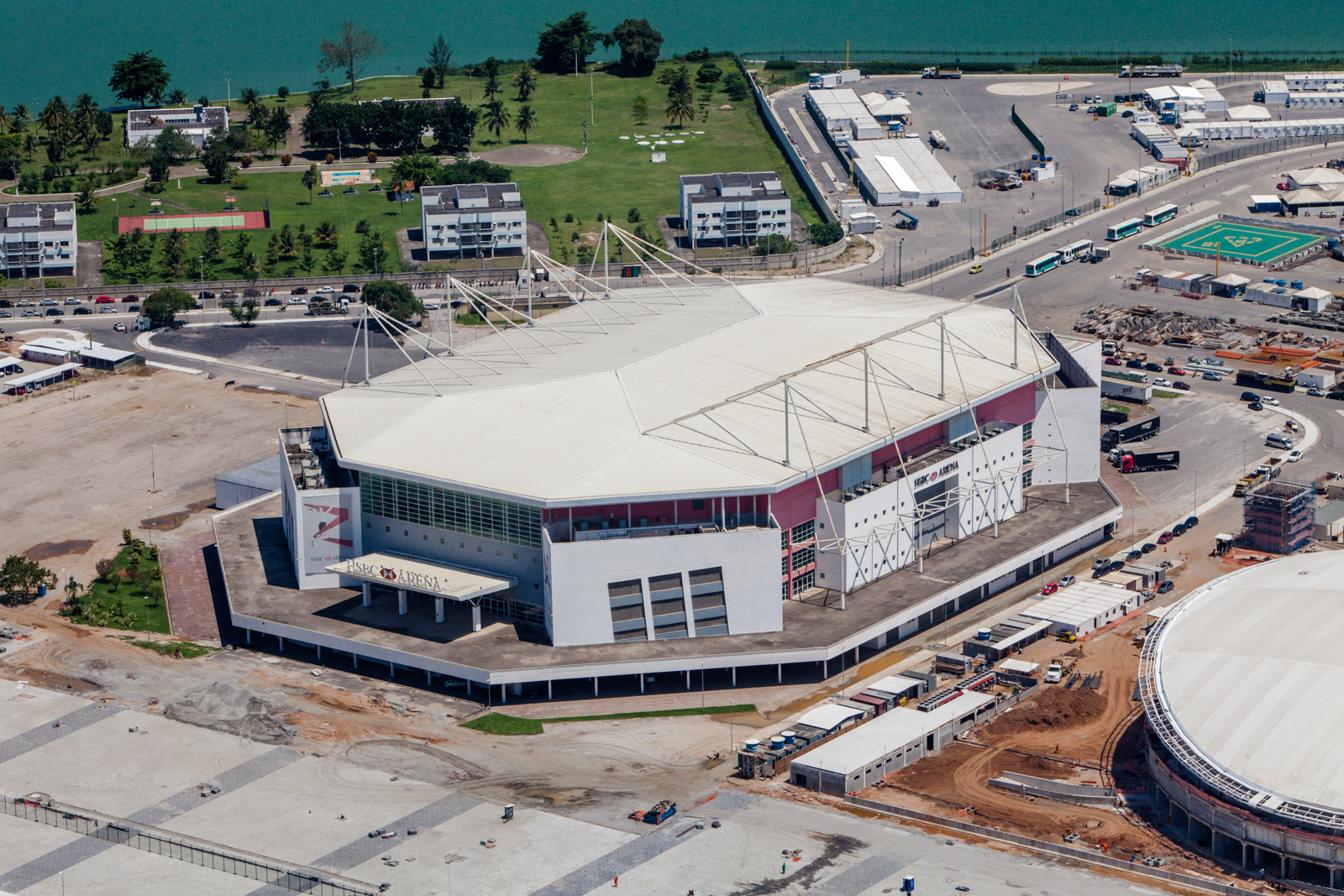
Rio Olympic Arena
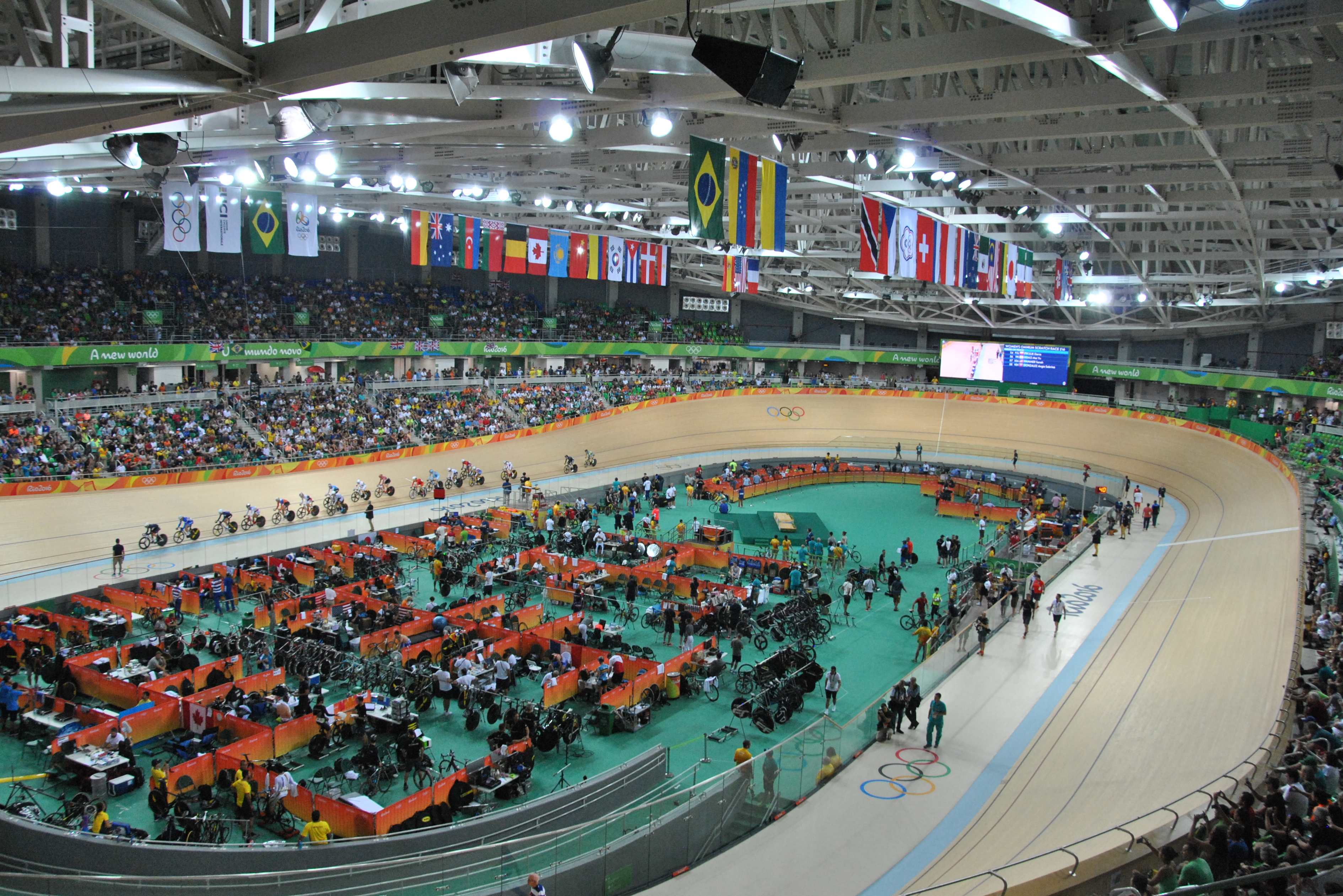
Velódromo Olímpico